# Tony Staley
Tony Staley właściwie Anthony  Allan Staley (ur. 15 maja 1939 w Horsham, zm. 3 maja 2023 w Melbourne) – australijski polityk Liberalnej Partii Australii, członek Izby Reprezentantów, minister.

## Działalność polityczna
Od 1970 do 1980 reprezentował okręg wyborczy Chisholm w australijskiej Izby Reprezentantów.
Od 16 lutego 1976 do 20 grudnia 1977 był ministrem terytorium stołecznego, a następnie do 3 listopada 1980 ministrem poczty i telekomunikacji w rządach premiera Frasera.
Był działaczem Liberalnej Partii Australii, a w okresie od 1993 do 1999 jej przewodniczącym.

## Życie prywatne
Od 2 grudnia 1989 był żonaty z Maggie Guthridge i mieli jedno dziecko.

## Odznaczenia
W 2007 otrzymał Order Australii klasy Oficer.